# Автозаводская линия (Нижний Новгород)
Автозаво́дская линия (официально на схемах — Автозаво́дско-Наго́рная, вторая часть  принадлежит перспективной Нагорной линии) — первая линия Нижегородского метрополитена. Введена в эксплуатацию при открытии метро 20 ноября 1985 года. На схемах обозначается красным цветом и пиктограммой . Соединяет собой жилые и промышленные районы Заречной части с железнодорожным вокзалом и историческим центром города в Нагорной части.
До запуска в 1993 году Сормовской линии была единственной линией в метрополитене. На данный момент на ней расположены 11 станций: «Горьковская», «Московская», «Чкаловская», «Ленинская», «Заречная», «Двигатель Революции», «Пролетарская», «Автозаводская», «Комсомольская», «Кировская» и «Парк культуры». Ведётся строительство станций «Площадь Свободы» и «Сенная» в Нагорной части, открытие ожидается до середины 2026 года.
Станция «Московская» является единственной пересадочной станцией Нижегородского метрополитена, имеет кросс-платформенную пересадку между Автозаводской и Сормовско-Мещерской линиями. До ноября 2012 года линии временно функционировали в режиме одной: поезда с Автозаводской линии, прибывая на «Московскую», отправлялись на Сормовско-Мещерскую линию, и наоборот. 5 ноября 2012 года была открыта станция «Горьковская», но оборотные тупики Сормовско-Мещерской линии ещё не были готовы, поэтому до 12 июня 2018 года осуществлялось вилочное движение: часть поездов, прибывая на «Московскую» со стороны «Парка культуры» следовали далее до «Горьковской», а часть — по Сормовско-Мещерской линии, до станции «Буревестник». После запуска станции «Стрелка» 12 июня 2018 года Автозаводская линия стала самостоятельной от Сормовско-Мещерской.

## Трассировка
По исходным проектам линия состояла из собственно Автозаводского и Мещерского радиусов. Вскоре было принято решение в Автозаводскую линию передать Нижегородский (Нагорный) радиус, а в Сормовскую — Мещерский.

### Автозаводский радиус
Радиус (и линия при открытии метро в 1985 году) начинается у Московского вокзала станцией «Московская», проходит под зданием Управления метрополитена и выходит на ул. Октябрьской революции в районе станции «Чкаловская». Далее линия выходит на проспект Ленина, проходит по нему 8,4 км и заканчивается на пл. Киселёва станцией «Парк культуры». Проспект Ленина уникален тем, что на всём его протяжении проходит линия метро.
Автозаводский радиус проходит через 3 городских района — Канавинский, Ленинский и Автозаводский.

### Нижегородский радиус
Радиус соединяет Заречную и Нагорную части Нижнего Новгорода. Участок включает в себя метромост, построенный в целом в 2009 году и открытый для поездов метро вместе с началом радиуса в 2012 году. Планируется, что в Нагорной части линия будет проходить по улицам Максима Горького и Большой Печерской, заканчиваясь у Сенной площади.
Нижегородский радиус пройдет через Нижегородский район, линия строится недалеко от границы с Советским районом — улицой Белинского. Вентиляционная шахта перегона «Площадь Свободы — Сенная» будет располагаться на пересечении улиц Максима Горького и Белинского рядом с ТЦ «Счастье» (бывший ТЦ «Шоколад»).

## История

### Хронология пусков
| Участок                           | Дата пуска     | Длина   | Кол-во станций |
| --------------------------------- | -------------- | ------- | -------------- |
| «Московская» — «Пролетарская»     | 20 ноября 1985 | 7,2 км  | 6              |
| «Пролетарская» — «Комсомольская»  | 8 августа 1987 | 2,2 км  | 2              |
| «Комсомольская» — «Парк культуры» | 15 ноября 1989 | 2,5 км  | 2              |
| «Московская» — «Горьковская»      | 4 ноября 2012  | 3,3 км  | 1              |
|                                   | Всего:         | 15,2 км | 11 станций     |

### История переименований
В первоначальных проектах станция «Автозаводская» называлась «Северной» (поскольку станция расположена у северной проходной ГАЗ), «Московская» — «Московским вокзалом», а «Парк Культуры» — «Ждановской», что подтверждается памятником начала строительства метрополитена у станции «Ленинская».

## Станции
|  | Название станции                                           | Дата открытия  | Пере- садки | Тип станции                              | Глубина (м) | Координаты                      | Район города  | Вид станции |
|  | ---------------------------------------------------------- | -------------- | ----------- | ---------------------------------------- | ----------- | ------------------------------- | ------------- | ----------- |
|  | Горьковская проектное: «Площадь Горького»                  | 4 ноября 2012  |             | колонная трёхпролётная мелкого заложения | 16          | 56°18′50″ с. ш. 43°59′42″ в. д. | Нижегородский |             |
|  | Московская проектное: «Московский вокзал»                  | 20 ноября 1985 |             | колонная пятипролётная мелкого заложения | 10          | 56°19′16″ с. ш. 43°56′50″ в. д. | Канавинский   |             |
|  | Чкаловская                                                 | 20 ноября 1985 |             | односводчатая мелкого заложения          | 5           | 56°18′41″ с. ш. 43°56′15″ в. д. | Канавинский   |             |
|  | Ленинская                                                  | 20 ноября 1985 |             | односводчатая мелкого заложения          |             | 56°17′52″ с. ш. 43°56′15″ в. д. | Ленинский     |             |
|  | Заречная                                                   | 20 ноября 1985 |             | колонная трёхпролётная мелкого заложения | 11          | 56°17′09″ с. ш. 43°55′41″ в. д. | Ленинский     |             |
|  | Двигатель Революции проектное: Завод «Двигатель Революции» | 20 ноября 1985 |             | колонная трёхпролётная мелкого заложения |             | 56°16′33″ с. ш. 43°55′14″ в. д. | Ленинский     |             |
|  | Пролетарская проектное: «Северная»                         | 20 ноября 1985 |             | колонная трёхпролётная мелкого заложения |             | 56°16′56″ с. ш. 43°54′45″ в. д. | Ленинский     |             |
|  | Автозаводская                                              | 8 августа 1987 |             | колонная трёхпролётная мелкого заложения |             | 56°15′29″ с. ш. 43°54′07″ в. д. | Автозаводский |             |
|  | Комсомольская                                              | 8 августа 1987 |             | колонная трёхпролётная мелкого заложения |             | 56°15′09″ с. ш. 43°53′24″ в. д. | Автозаводский |             |
|  | Кировская                                                  | 15 ноября 1989 |             | колонная трёхпролётная мелкого заложения |             | 56°14′52″ с. ш. 43°52′42″ в. д. | Автозаводский |             |
|  | Парк культуры проектное: «Ждановская»                      | 15 ноября 1989 |             | односводчатая мелкого заложения          | 7           | 56°14′30″ с. ш. 43°51′32″ в. д. | Автозаводский |             |

Все станции Автозаводской линии имеют островные платформы.

## Пересадки
| № | Пересадка на линию       | Со станции                                                          | На станцию                                                |
| - | ------------------------ | ------------------------------------------------------------------- | --------------------------------------------------------- |
|   | Сормовско-Мещерская      | «Московская» (Автозаводская линия)                                  | «Московская» (Сормовская линия)                           |
|   | Нагорная (перспективная) | «Горьковская» (Автозаводская линия) «Ольгино» (Автозаводская линия) | «Горьковская» (Нагорная линия) «Ольгино» (Нагорная линия) |

## Депо и подвижной состав

### Депо, обслуживающие линию
В настоящий момент линию обслуживает ТЧ-1 «Пролетарское».

### Количество вагонов в составах
С момента запуска и по настоящее время на линии ходят четырёхвагонные поезда, 6 поездов (исключительно 81-717.6/714.6) из пяти вагонов.

### Типы вагонов, использующиеся на линии
Используемые вагоны:
- 81-717/714 (c 1985 года)
- 81-717.5/714.5 (с 1991 года)
- 81-717.6/714.6 (с 2012 года)
- 81-725/726/727 ( планируется с 2026 года)[3]

Вагоны, снятые с эксплуатации:
- Д (до 1993 года)

## Развитие
После пуска первого участка линии в 1985 года её Автозаводской радиус был продлен на юг в 1987 году и далее в 1989 году, а затем развитие линии надолго остановилось.
С 2012 года линия связывает заречную часть города с историческим центром, что позволит увеличить пассажиропоток нижегородского метро по некоторым подсчётам на 100 % и более. После более чем 10-летнего строительства метромоста и 4-летнего строительства станции был пущен первый участок Нижегородского радиуса по метромосту через Оку до первой в историческом центре станции «Горьковская».
В связи с вводом в эксплуатацию начала Нижегородского радиуса и станции метро «Горьковская», приобретаются новые поезда для нижегородского метрополитена, что позволит сохранить существующий интервал движения поездов.

## Перспективы
Следующим участком планируется удлинение Нижегородского радиуса на 3 километра далее в центр города — к оперному театру (станция «Площадь Свободы») и до Сенной площади (станция «Сенная»). При этом, если ранее это продление предполагалось первоочередным сразу после открытия начала радиуса со станцией «Горьковская», то в июле 2012 года было объявлено, что ввиду строительства стадиона для Чемпионата мира по футболу 2018 года на Стрелке планы поменялись и принято решение строить сначала Мещерское продление Сормовской линии от станции «Московская» до станций «Стрелка» и «Волга».
Изначально к строительству участка «Горьковская — Сенная» предполагалось приступить в 2019 году и закончить к 2021 году, к 800-летию Нижнего Новгорода. Однако, позже появилась информация, что из-за вопросов финансирования начало строительству будет положено не раньше 2024 года.
Но Правительство Нижнего Новгорода в конце 2019 года запланировало строительство 6 станций. До 2030 года на Автозаводской линии будут построены станции «Оперный театр», «Сенная», «Мончегорская» и «Юго-Западная», а на Сормовско-Мещерской — «Варя» и «Сормовская», без «Волги».
В конце 1970-х годов, когда проектировали Нижегородский метрополитен в целом, планировали, что Автозаводская линия через «Горьковскую» и «Оперный театр» (тогда «Площадь Свободы») далее пройдёт в Нагорной части города до Советской площади. Также предыдущая перспективная схема развития нижегородского метрополитена включала дальнейшее продление Автозаводской линии на 8 километров в Верхние Печёры и Кузнечиху.
Согласно новой схеме развития, Автозаводская линия дойдёт только до кварталов Сенной площади (в Верхние Печёры и Кузнечиху пойдёт третья Нагорная линия, начинающаяся в районе Кремля и Чёрного пруда и пересекающая Автозаводскую линию у Оперного театра). В качестве альтернативы Нагорную линию можно пустить через «Горьковскую» в микрорайон «Щербинки-2» и до деревень Ольгино и Новинки.
В дальней перспективе линия на Автозаводском радиусе будет удлинена за станцию «Парк Культуры» на 4 километра в Юго-Западный микрорайон и, возможно, будет построен участок, проходящий от станции «Юго-Западная» через перспективный второй метромост над Окой в деревню Ольгино с пересадкой на Нагорную линию.
В сентябре 2024 года генеральный директор Главного управления по строительству метро, мостов и дорог (ГУММиД) Нижнего Новгорода Андрей Левдиков отметил возможность перспективного продления Автозаводской линии от станции на Сенной до ТРЦ «Фантастика» на улице Родионова вблизи микрорайона Верхние Печёры.

## Статистика
- Самая глубокая станция — «Горьковская» (16 метров), самая «мелкая» — «Чкаловская» (~ 5 метров).
- На линии три односводчатых станции («Чкаловская», «Ленинская», «Парк культуры»); восемь колонных («Горьковская», «Московская», «Заречная», «Двигатель Революции», «Пролетарская», «Автозаводская», «Комсомольская» и «Кировская»).
- Самые загруженные станции линии — «Московская», «Горьковская».
- Самый длинный перегон — «Московская» — «Горьковская» — 3,3 км.
- Самый короткий перегон — «Автозаводская» — «Комсомольская» — 891 метр. Планируется: "Горьковская - Площадь Свободы" - 799 метров.
- Среднее время поездки составляет 22 минуты.